# Municipio de Harrison (condado de Kosciusko)
El municipio de Harrison (en inglés: Harrison Township) es un municipio ubicado en el condado de Kosciusko en el estado estadounidense de Indiana. En el año 2010 tenía una población de 3587 habitantes y una densidad poblacional de 32,27 personas por km².

## Geografía
El municipio de Harrison se encuentra ubicado en las coordenadas 41°12′43″N 85°58′42″O / 41.21194, -85.97833. Según la Oficina del Censo de los Estados Unidos, el municipio tiene una superficie total de 111.16 km², de la cual 108,01 km² corresponden a tierra firme y (2,83 %) 3,15 km² es agua.

## Demografía
Según el censo de 2010, había 3587 personas residiendo en el municipio de Harrison. La densidad de población era de 32,27 hab./km². De los 3587 habitantes, el municipio de Harrison estaba compuesto por el 94,4 % blancos, el 0,2 % eran afroamericanos, el 0,39 % eran amerindios, el 0,31 % eran asiáticos, el 3,62 % eran de otras razas y el 1,09 % eran de una mezcla de razas. Del total de la población el 8 % eran hispanos o latinos de cualquier raza.